# Araeoncus vorkutensis
Espèce
Araeoncus vorkutensis est une espèce d'araignées aranéomorphes de la famille des Linyphiidae.

## Distribution
Cette espèce se rencontre en Russie et au Kazakhstan.

## Description
Le mâle holotype mesure 1,90 mm et la femelle paratype 2,05 mm.

## Étymologie
Son nom d'espèce, composé de vorkut[a] et du suffixe latin -ensis, « qui vit dans, qui habite », lui a été donné en référence au lieu de sa découverte, Vorkouta.

## Publication originale
- Tanasevitch, 1984 : New and little known spiders of the family Linyphiidae (Aranei) from the Bolshezemelskaya tundra. Zoologicheskii Zhurnal, vol. 63, p. 382-391.